# Pierre-Montan Berton

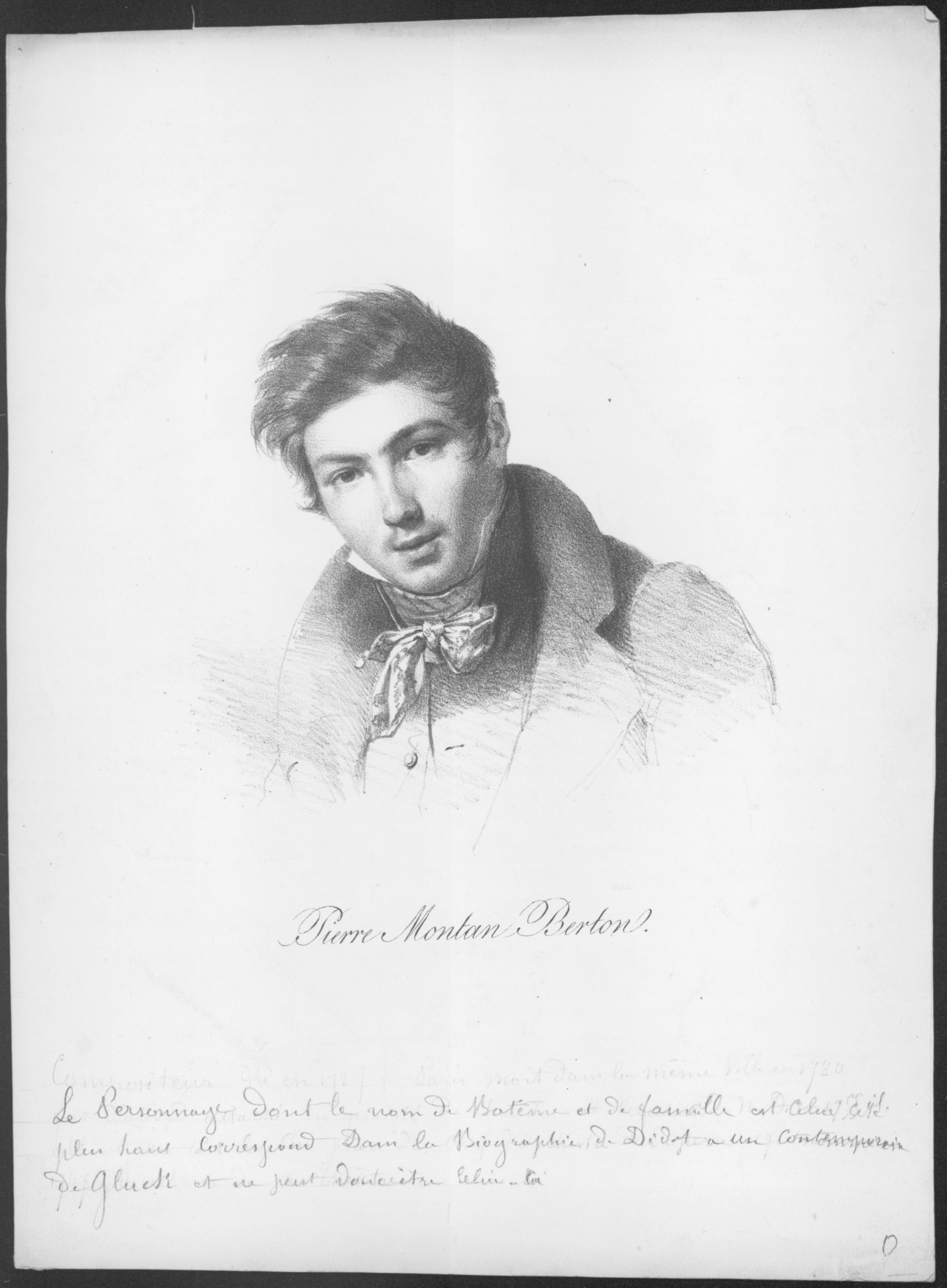
Pierre-Montan Berton

Pierre-Montan Berton (Maubert-Fontaines, 7 januari 1727 - Parijs, 14 mei 1780) was een Frans componist en dirigent. Hij verbleef voornamelijk in Parijs en was daar opera-regisseur. Berton is de vader van Henri Montan Berton.
Berton begon als koorzanger in de kathedraal van Senlis. In zijn jeugdjaren studeerde hij musicologie, met nadruk op orgel, klavecimbel en muziekcompositie. In Parijs zette hij zijn studie voort, alwaar hij zich op zijn zestiende levensjaar bij het Notre-Damekoor voegde. In zijn twintiger jaren bracht hij twee jaar door als bassist in Marseille en later als muzikaal directeur van het Grand Theâtre in Bordeaux. Gedurende deze tijd was hij tevens organist in twee kerken en componeerde hij balletmuziek. 
Berton werd in 1759 benoemd als dirigent van de Parijse Opera en in 1773 van de Concert spirituel.